# Ljudski uticaj na azotni ciklus
Ljudski uticaj na azotni ciklus je raznovrstan. Poljoprivredni i industrijski azotni (N) unosi u životnu sredinu trenutno premašuju unos iz prirodne azotne fiksacije. Usled antropogenih inputa je došlo do znatnih promena globalnog azotnog ciklusa tokom zadnjeg veka. Globalna atmosferska molska frakcija azotnog oksida je povečana sa preindustrijskog nivoa od ~270 nmol/mol na ~319 nmol/mol u 2005. godini. Ljudske aktivnosti doprinose jednoj trećini  emisija, najveći deo čega je usled aktivnosti u poljoprivrenom sektoru.

## Literatura
- Good, A. G.; Beatty, P. H. (2011). „Fertilizing Nature: A Tragedy of Excess in the Commons”. PLoS Biology. 9 (8): e1001124. PMC 3156687 . PMID 21857803. doi:10.1371/journal.pbio.1001124..
- Scarsbrook M.; Barquin J.; Gray D. (2007). „New Zealand coldwater springs and their biodiversity” (PDF). Science for Conservation. New Zealand: Department of Conservation (278). ISBN 978-0-478-14289-1. ISSN 1173-2946.
- Olde Venterink, H.; Wassen, M. J.; Verkroost, A. W. M.; De Ruiter, P. C. (2003). „Species Richness–Productivity Patterns Differ Between N-, P-, and K-Limited Wetlands” (PDF). Ecology. 84 (8): 2191—2199. JSTOR 3450042. doi:10.1890/01-0639. Архивирано из оригинала (PDF) 03. 03. 2016. г. Приступљено 16. 04. 2018.